# IV. Ferdinánd toszkánai nagyherceg
Habsburg–Toscanai Ferdinánd Szalvátor Mária József János Ferenc Lajos főherceg (olaszul Ferdinando IV Salvatore Maria Giuseppe Giovanni Battista Francesco Lodovico Gonzaga Raffaele Ranerio Gennaro d'Asburgo-Lorena) (Firenze, 1835. június 10. – Salzburg, 1908. január 17.), a Habsburg–Lotaringiai-ház toszkánai ágából való osztrák főherceg, 1859–60-ig IV. Ferdinánd néven Toszkána utolsó (címzetes) nagyhercege, nem uralkodott.

## Élete

### Származása, testvérei
Ferdinánd Szalvátor főherceg 1835. június 10-én született  Firenzében, a Toszkánai Nagyhercegség fővárosában, a Poggio Imperiale kastélyban.
Édesapja a Habsburg–Lotaringiai-ház toszkánai ágából származó II. Lipót toszkánai nagyherceg (1797–1870) volt, III. Ferdinánd toszkánai nagyhercegnek (1769–1824) és első feleségének, a nápolyi Bourbon-házból való Lujza Mária Amália nápoly–szicíliai királyi hercegnőnek (1773–1802) fia.
Édesanyja Lipót második felesége, a nápolyi Bourbon (Borbone) házból való Mária Antónia nápoly–szicíliai királyi hercegnő (1814–1898) volt, I. Ferenc (Francisco Gennaro) nápoly–szicíliai király (1777–1830) és Mária Izabella spanyol infánsnő (1789–1848) leánya.
Apjának első házasságából, amelyet 1856-ban Mária Anna Karolina szász királyi hercegnővel (1799–1832), Miksa szász herceg (1759–1838) leányával kötött, három gyermek született, Ferdinánd Szalvátor féltestvérei:
- Mária Karolina főhercegnő (1822–1841), fiatalon meghalt.
- Auguszta Ferdinanda (Auguste Ferdinande) főhercegnő (1825–1864), aki Luitpold herceghez (1821–1912), Bajorország későbbi régenséhez ment feleségül. Fia, Lipót Miksa herceg (1846–1930) később Gizella főhercegnőt, Ferenc József császár legidősebb leányát vette feleségül.
- Maximiliána főhercegnő (1827–1834), gyermekként meghalt.

Első feleségének halála után II. Lipót herceg 1833. június 7-én feleségül vette Mária Antónia nápoly–szicíliai királyi hercegnőt (1814–1898), I. Ferenc nápoly–szicíliai király és Mária Izabella spanyol infánsnő leányát. A második házasságból tíz gyermek született:
1. Mária Izabella főhercegnő (1834–1901), aki a Bourbon-házból való Francesco di Paola-hoz, Trapani grófjához, I. Ferenc nápoly–szicíliai király fiához ment férjhez.
2. Ferdinánd Szalvátor Mária József főherceg (1835–1908), a trónörökös, IV. Ferdinánd néven címzetes toszkánai nagyherceg.
3. Mária Terézia főhercegnő (1836–1838) kisgyermekként meghalt.
4. Mária Krisztina (1838–1849) gyermekként meghalt.
5. Károly Szalvátor főherceg (1839–1892), aki Mária Immakuláta Klementina nápoly–szicíliai királyi hercegnőt (1844–1899) vette feleségül.
6. Mária Anna főhercegnő (1840–1841) kisgyermekként meghalt.
7. Rainer főherceg (1842–1844) kisgyermekként meghalt.
8. Mária Lujza főhercegnő (1845–1917), aki 1865-ben V. Károly isenburg–büdingeni herceghez (1838–1899) ment feleségül.
9. Lajos (Ludwig) Szalvátor főherceg (1847–1915), neves tengerkutató .
10. János Szalvátor főherceg (* 1852; későbbi polgári nevén Johann Orth hajóskapitány. Eltűnt a tengeren 1890-ben, holttá nyilvánították 1911-ben).

### Ifjúsága
Ferdinánd toszkánai trónörökös viszonylag nyitott, liberális szellemű környezetben nevelkedett, a kortárs itáliai fejedelemségekre jellemző konzervatív, önkényuralmi világtól eltérően. Első feleségét, Anna Mária szász királyi hercegnőt 1859-ben, első gyermeke születése után veszítette el.
Apja, II. Lipót nagyherceg az 1859-es szárd–francia–osztrák háborúra készülve (a Nápoly–Szicíliai Királysággal együtt országának semlegességét deklarálta, szemben a radikális nacionalisták által feltüzelt lakosság érzületével. A Habsburg–Lotaringiai-ház és a toszkánai nagyhercegek erős családi és politikai kötődése miatt a Toszkánai Nagyhercegség nem üzent háborút az Osztrák Császárságnak. 1859. április 27-én Firenzében népfelkelés tört ki, és Lipót nagyhercegnek családjával együtt Bolognába kellett menekülnie. Július 21-én Lipót lemondott fia, Ferdinánd javára, majd családjával együtt Bécsbe távozott. IV. Ferdinánd nagyherceg felvette ugyan apja uralkodói címét, de már sohasem léphetett Toszkána trónjára. A Toszkánai Nagyhercegség 1860. március 22-én csatlakozott a Szárd–Piemonti Királysághoz, a hatalmától megfoszott Ferdinánd március 26-án már csak formális tiltakozó jegyzéket küldhetett Drezdából.

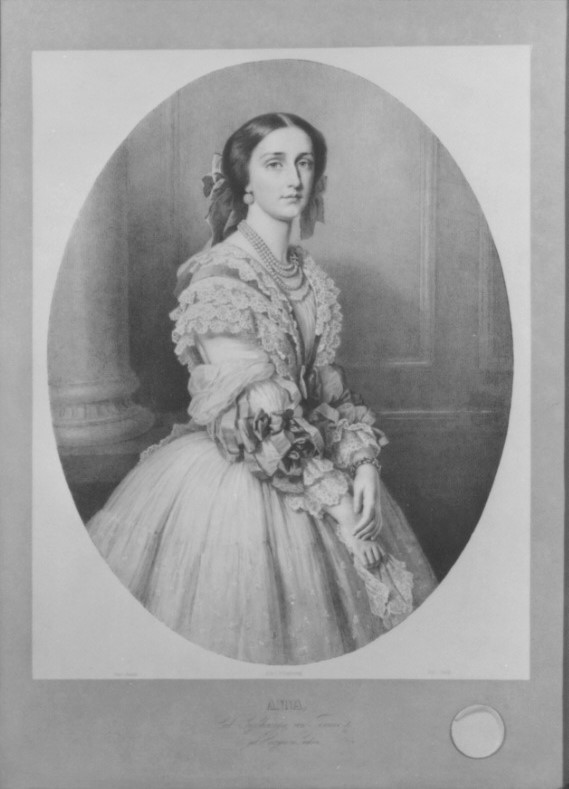
Anna Mária szász hercegnő

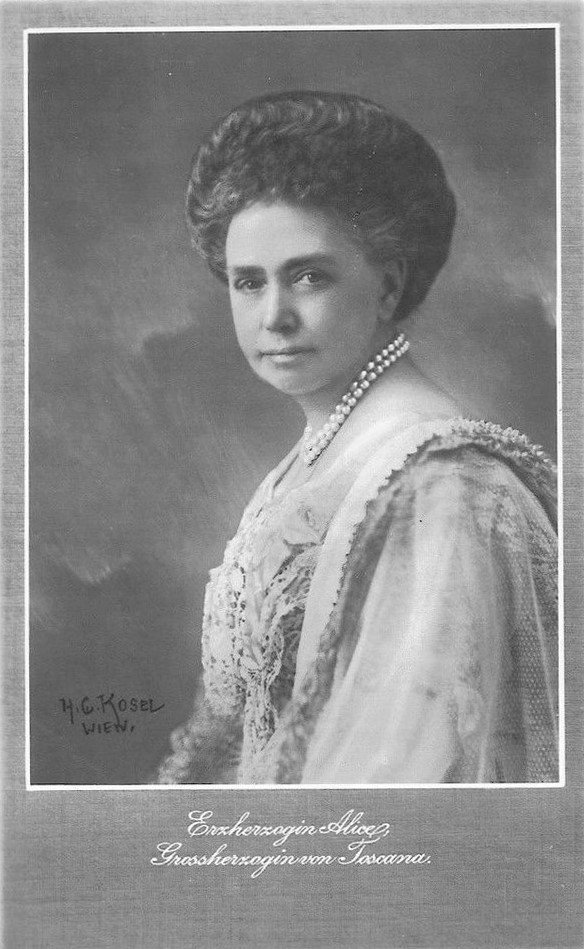
Aliz Bourbon-pármai hercegnő

### Házasságai, gyermekei

#### Első házassága
Ferdinánd főherceg, a toszkánai trón örököse 1856. november 24-én feleségül vette Anna Mária szász királyi hercegnőt (1836–1859), I. János szász király és Amália Auguszta bajor királyi hercegnő (1801–1877) legfiatalabb leányát, I. Miksa bajor király unokáját. Egyetlen gyermekük született: Mária Antonietta főhercegnő (1858–1883).
Gyermekének születése után egy évvel, 1859. február 10-én Anna Mária főhercegné elhunyt, mindössze 23 éves volt. Leánya, Mária Antonietta tüdőbajban szenvedett. A prágai Szent Teréz apácakolostor főapátnőjévé nevezték ki, itt hunyt el 1883 áprilisában, 25 évesen. Korabeli pletykák szerint Mária Antonietta főhercegnő 1880-ban titkos házasságot kötött volna Rudolf trónörökössel, emiatt kényszerítették kolostorba. E híresztelést tárgyszerű bizonyítékokkal még nem támasztották alá.

#### Második házassága
Ferdinánd címzetes toszkánai nagyherceg 1868. január 11-én az alsó-ausztriai Lanzenkirchenhez tartozó Frohsdorf kastélyban feleségül vette Aliz (Alicia) Bourbon–pármai hercegnőt (1849–1935), a Bourbon-házból való III. Károly pármai herceg (Carlo III di Borbone, Duca di Parma, 1823–1854), és Lujza Mária Terézia francia királyi hercegnő (1819–1864) leányát, X. Károly király unokáját, Zita Bourbon–pármai hercegnő (a későbbi császárné és királyné) nagynénjét. A második házasságból tíz gyermeke született:
1. Lipót Ferdinánd Szalvátor főherceg (1868–1935), későbbi polgári nevén Leopold Wölfling,
2. Lujza Antonietta Mária főhercegnő (1870–1947), aki III. Frigyes Ágosthoz (1865–1932), Szászország utolsó királyához ment feleségül,
3. József Ferdinánd Szalvátor főherceg (1872–1942), cs.és kir. vezérezredes, I. világháborús hadseregparancsnok.
4. Péter Ferdinánd Szalvátor főherceg (1874–1948), aki II. Ferenc nápoly–szicíliai király unokahúgát, Mária Krisztina Karolina hercegnőt (1877–1947) vette feleségül.
5. Henrik Ferdinánd Szalvátor főherceg (1878–1969), cs. és kir. vezérőrnagy, aki 1919-ben a polgári származású Maria Karoline Ludeschert vette feleségül.
6. Anna Mária Terézia főhercegnő (1879–1961), aki 1901-ben Johannes zu Hohenlohe–Bartenstein und Jagstberg német herceghez (1863–1921) ment feleségül.
7. Margit Mária Albertina főhercegnő (1881–1965)
8. Germána Mária Terézia főhercegnő (1884–1955)
9. Róbert Szalvátor főherceg (1885–1895)
10. Ágnes Mária Terézia főhercegnő (1891–1945)

### Élete száműzetésben
A Habsburg császári ház 1866-ig fenntartotta a Toszkánai Nagyhercegségre vonatkozó igényét, csak a porosz–osztrák–olasz háborút lezáró békeszerződés után vette ki címeréből Toszkána címerét. Maga Ferdinánd főherceg formálisan 1870-ben mondott le nagyhercegi címéről, hogy birtokügyeit rendezhesse.

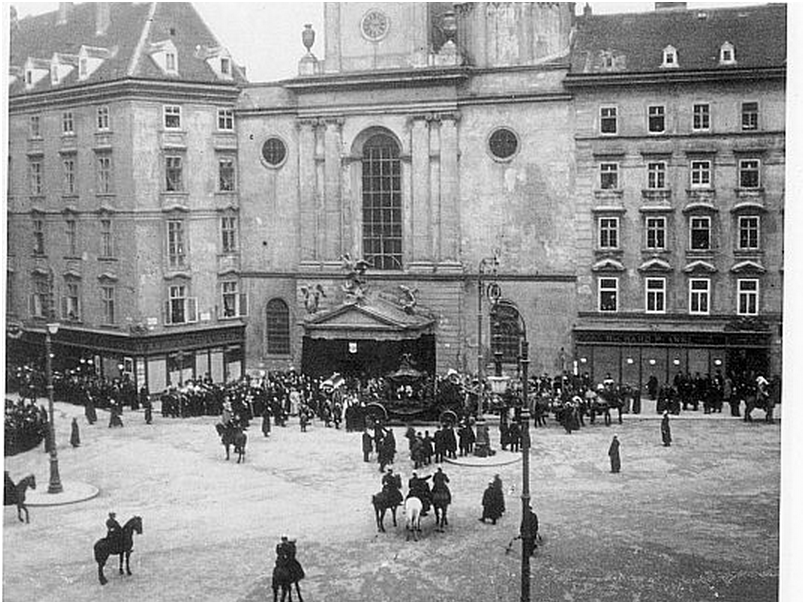
IV. Ferdinánd nagyherceg temetési menete Bécsben

1868-tól kezdve Ferdinánd családjával és udvartartásával együtt Salzburgban, és a svábföldi Lindau közelében, a Boden-tó partján álló villájában élt, 1908-ban bekövetkezett haláláig.
Ferdinánd salzburgi környezetében dolgozott udvarhölgyként 1885–1890 között az arisztokrata származású lengyel apáca, Maria Teresia Ledóchowska (1863–1922), akit későbbi afrikai evangelizációs (hittérítő) munkájáért és a rabszolgatartás elleni küzdelméért VI. Pál pápa 1975-ben boldoggá avatott.

## További irodalom
- Giovanni Baldasseroni: Leopoldo II Granduca di Toscana e i suoi tempi (II. Lipót toszkánai nagyherceg és kora), Firenze, 1871.